# Петренко Іван Петрович
Іван Петрович Петренко (нар. 10 травня 1934, село Самійлівка, тепер Верхньорогачицького району Херсонської області) — український радянський діяч, тракторист радгоспу «Ентузіаст» Веселівського району Запорізької області. Герой Соціалістичної Праці (22.12.1977). Депутат Верховної Ради УРСР 9—10-го скликань. 

## Біографія
Освіта неповна середня.
З 1951 року — робітник радгоспу, учень курсів механізаторів. Служив у Радянській армії.
У 1956—1961 роках — тракторист радгоспу «Ентузіаст» села Менчикури Веселівського району Запорізької області.
У 1961—1962 роках — тракторист радгоспу «Аниховский» Адамовського району Оренбурзької області РРФСР.
З 1962 року — тракторист, ланковий механізованої ланки кукурудзоводів радгоспу «Ентузіаст» села Менчикури Веселівського району Запорізької області.
Потім — на пенсії в селі Менчикури Веселівського району Запорізької області.

## Нагороди
- Герой Соціалістичної Праці (22.12.1977)
- орден Леніна (22.12.1977)
- орден Трудового Червоного Прапора
- ордени
- медалі